# Fort Napoléon (Ostende)
 (novembre 2019).
Si vous disposez d'ouvrages ou d'articles de référence ou si vous connaissez des sites web de qualité traitant du thème abordé ici, merci de compléter l'article en donnant les références utiles à sa vérifiabilité et en les liant à la section « Notes et références ».
Pour les articles homonymes, voir Fort Napoléon.
Le fort Napoléon est une fortification militaire située dans la ville belge d'Ostende.  
Devenu une station balnéaire, le fort est de nos jours un musée avec des espaces de restauration.   
Il a été construit de 1811 à 1814 sur lettre de Napoléon Bonaparte au standard redoute type 1 & 2 pour défendre l'Empire. Il devait servir de base pour une invasion de la Grande-Bretagne, et a servi finalement de défense contre l'Angleterre.  
Pendant la Première et la Seconde Guerre mondiale, il a été utilisé par les forces d'occupation allemandes. Abandonné depuis 1945, il est restauré à partir de 1995 par la fondation du patrimoine flamand (Stiftla Vlaams Erfgoed). En 2000, le fort est ouvert en tant que musée.

## Histoire

### Détail de construction

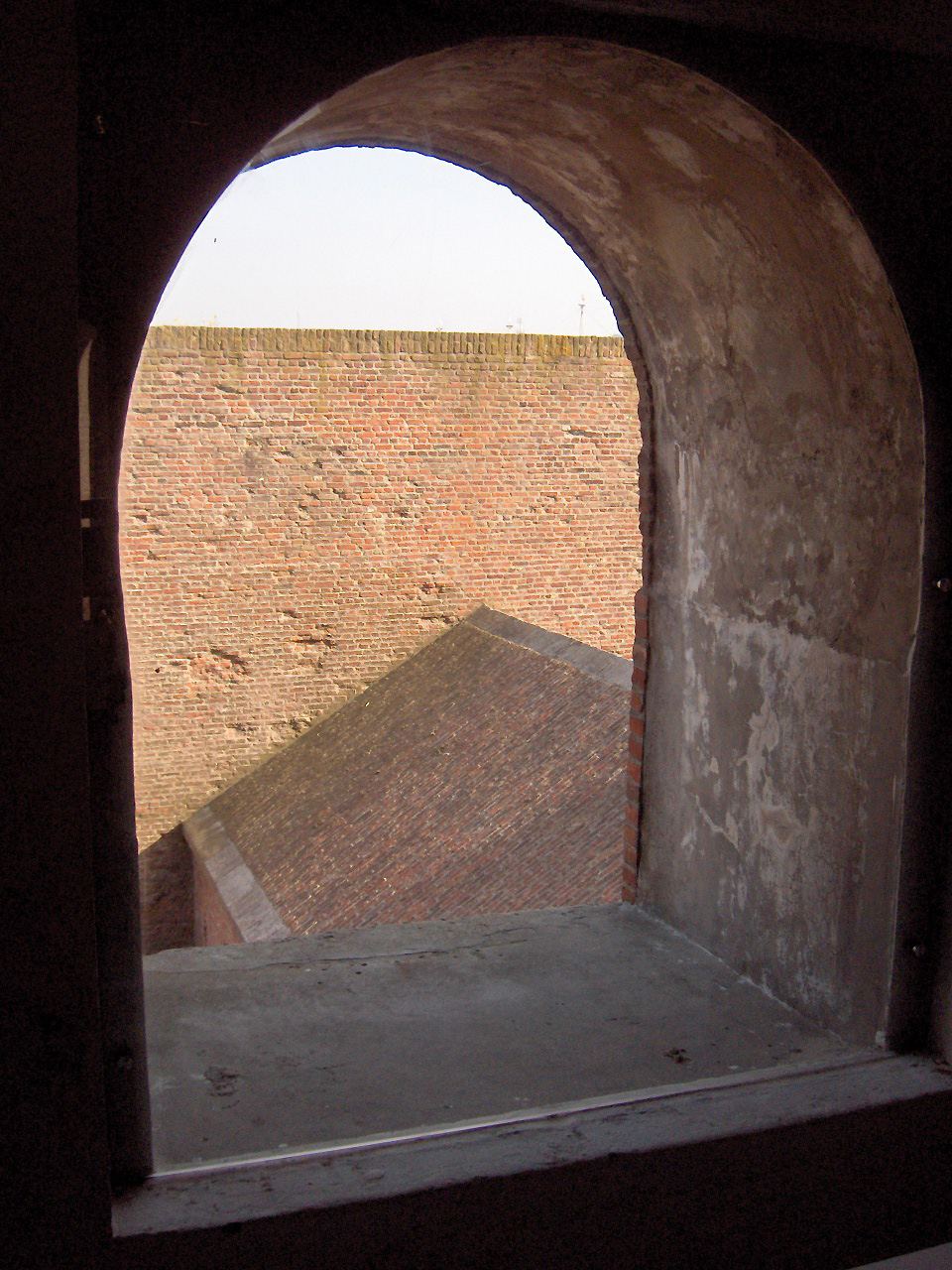
Vue du fort sur un créneau et le mur extérieur.

Napoléon Bonaparte se rend à Ostende à plusieurs reprises à partir de 1798 et souhaite utiliser l'emplacement stratégique de la ville pour atteindre ses objectifs dans les guerres napoléoniennes. À partir de 1803, le littoral d’Ostende est fortifié après le siège de la ville jusqu’en 1802 par les Anglais. Après avoir été repoussée plusieurs fois depuis 1799, la construction commence en 1811 dans les dunes, à l'est du port d'Ostende avec plus de 400 prisonniers de guerre espagnols. En briques et construit selon le plan pentagonal de l'architecture traditionnelle des forteresses, le fort est composé d'un bâtiment central de deux étages, d'une cour de 28 mètres de long légèrement en contrebas permettant l'accès aux remparts couverts (caponnière) et dotés de meurtrières donnant sur l'extérieur à huit mètres de hauteur. Le fort est équipé d'une cuisine sommaire, d'une boulangerie et de toilettes, le tout fonctionnant avec l'eau de pluie recueillie dans une citerne. Le Fort Impérial est destiné à recevoir 260 soldats et officiers. Il est armé de 46 canons. 

### De 1815 à 1914

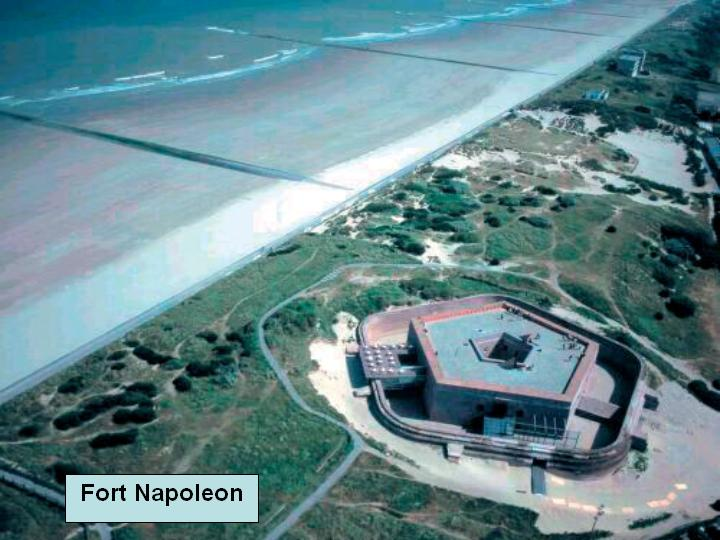
Vue aérienne du fort dans les dunes d'Ostende

À l'abdication de Napoléon Ier, le fort n'est pas totalement terminé et est abandonné par les militaires français. Occupé par les troupes britanniques en 1815, il est finalement repris par les troupes néerlandaises qui donnent au fort le nom de Fort Willem I d'après le premier roi des Pays-Bas Guillaume Ier.
En 1830, à la fondation de l'État de Belgique, le fort est rebaptisé Fort Léopold en hommage au premier roi des Belges Léopold Ier cependant la population continue de l'appeler Fort Napoléon. 
En 1865, Ostende perd son statut de ville fortifiée. Le fort reste un territoire militaire, mais il n'est plus adapté aux usages militaires. Lors de la guerre franco-prussienne, il sert de prison en septembre 1870 pour une centaine de prisonniers de guerre français de la bataille de Sedan. 

### 1914-1918

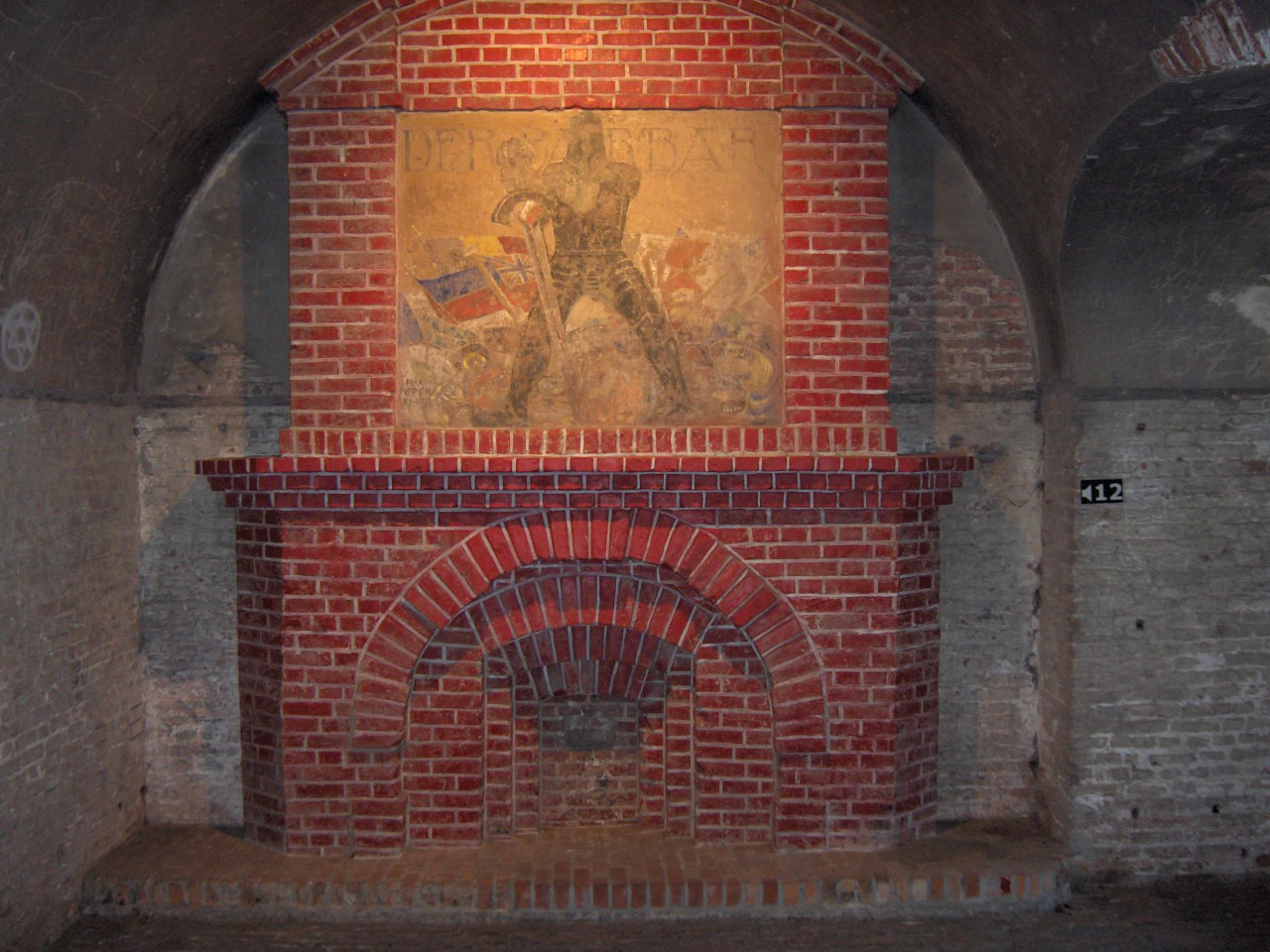
Tableau Der Barbaren de Heinrich-Otto Pieper peint pendant la Première Guerre mondiale.

Pendant la Première Guerre mondiale, lorsque les troupes de l'empire allemand occupent la quasi-totalité de la Belgique, le fort est utilisé par les Allemands. Il est armé de quatre canons de 280 mm et doublé à l'extérieur d'une artillerie lourde de défense côtière Hindenburg, transférée depuis le Fort Heppen de Wilhelmshaven en 1915. Les Allemands modernisent également les lieux de vie avec notamment l'éclairage électrique, un chauffage et deux nouvelles entrées dans les murs d'enceinte.   
Dans la partie du fort réservée aux officiers, au-dessus d'une cheminée, une peinture appelée Le Barbare est remarquable. Signée Heinrich-Otto Pieper, il s'agit d'une parodie allégorique des musiciens de la ville de Brême. La peinture sur plâtre montre un chevalier allemand en armure et, à ses pieds, les têtes coupées d'un Italien, d'un Français, d'un Japonais, d'un Sénégalais et d'un Russe. À l'arrière-plan, les drapeaux nationaux ont été modifiés et repeints à plusieurs reprises. La version originale n'a pas pu être reconstruite.  
Le 25 juillet 1916, l'empereur allemand Wilhelm II le visite et, le 28 mai 1917, c'est le maréchal Paul von Hindenburg qui s'y rend.

### 1918-1944
Après la défaite des troupes allemandes lors de la Première Guerre mondiale, le fort est pillé par la population d'Ostende. Non entretenu, il se dégrade et tombe en ruine. Une étude est menée pour le transformer en musée d'histoire locale. Après des travaux de rénovation, il devient musée en 1932, pour la première fois de son histoire, jusqu'au début de la Seconde Guerre mondiale. En 1939, un poste d'observation est établi à l'intérieur. Le 31 mai 1940, l'armée allemande investit la totalité du fort utilisée comme caserne pour artilleurs. Les objets restants du musée sont mis à l'abri au sous-sol du palais de justice d'Ostende. 

### 1944 à 1994
Après la libération de la Belgique en 1944, le fort est à nouveau pillé par la population. Des soldats belges et britanniques s'y installent. Un camp de prisonniers de guerre et un hôpital militaire britannique étaient à côté.  Après la fin de la Seconde Guerre mondiale, le fort demeure un territoire militaire. Il est finalement désarmé et débarrassé des munitions restantes.  
En 1949, la ville d'Ostende décide de l'utiliser comme terrain de jeu pour les enfants pendant les mois d'été. L'utilisation est temporaire et ne met pas en valeur l'intérêt historique de la structure. 
En 1956, tous les accès sont condamnés. En 1963, le fort devient la propriété des autorités fiscales belges. Le 6 juillet 1976, le fort est finalement classé bâtiment historique. Divers usages sont alors évoqués : du musée maritime à un hôtel. Mais rien n'aboutit pendant deux décennies. Laissé à l'abandon, il redevient terrain de jeu pour les jeunes Ostendais, soirées sur la plage, squat ; c'est de cette époque que viennent les graffitis qui ont été en partie conservés en tant que témoignage. 

### 1994 à 2000

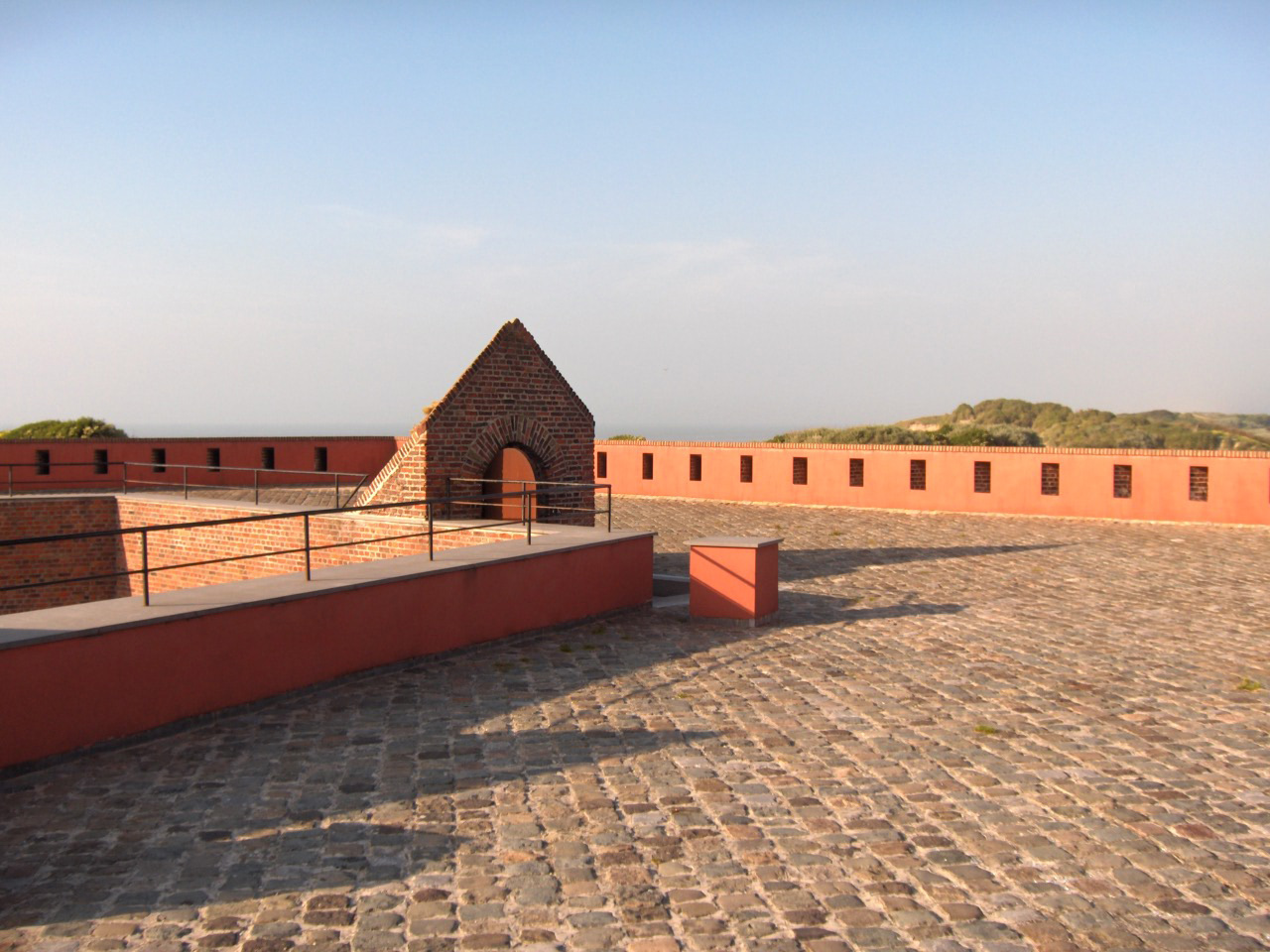
Chemin de ronde du fort avec des escaliers et des meurtrières.

En 1994, la Fondation Vlaams Erfgoed (Fondation du Patrimoine flamand) est créée et le fort lui est loué à partir du 20 août 1996. Les travaux de rénovation et de reconstruction se déroulent jusqu'en 2000. L'intérieur est conçu par Fabiaan Van Severenelon sur les plans des architectes bruxellois Benny Govaert et Damiaan Vanhoutte. Le projet ,soutenu par la Communauté flamande, la Province de Flandre occidentale et la ville d'Ostende, aboutit à l'ouverture du fort d'abord comme musée uniquement le 7 avril 2000 puis devient ensuite un espace mixte commercial-musée-restaurants.
Devenu une attraction touristique, le fort est régulièrement utilisé pour des réceptions et des séminaires. 
En été s'y déroulent des performances de la série Theater aan Zee.

## Iconographie
Compte tenu de sa position surélevée sur la dune, le fort apparaît sur des peintures et photos, comme dans une des œuvres du peintre Emile Spilliaert (1858-1913) de 1885 et de celles de son arrière-neveu Léon Spilliaert de 1934. La peinture montre la porte d'entrée et une caponnière. 